# Taj Mahal (album)
Taj Mahal è il primo album di Taj Mahal, pubblicato dalla Columbia Records nel 1968.

## Tracce
Lato A
1. Leaving Trunk – 4:49 (Sleepy John Estes)
2. Statesboro Blues – 2:58 (Blind Willie McTell)
3. Checkin' Up on My Baby – 4:54 (Sonny Boy Williamson II)
4. Everybody's Got to Change Sometime – 2:56 (Sleepy John Estes)

Durata totale: 15:37
Lato B
1. E Z Rider – 3:03 (Taj Mahal)
2. Dust My Broom – 2:37 (Robert Johnson)
3. Diving Duck Blues – 2:40 (Sleepy John Estes)
4. The Celebrated Walkin' Blues – 8:52 (Taj Mahal)

Durata totale: 17:12

## Musicisti
Leaving Trunk
- Taj Mahal - armonica (harp), voce
- Jessie Edwin Davis - chitarra solista
- Ry Cooder - chitarra ritmica
- James Thomas - basso
- Sanford Konikoff - batteria

Statesboro Blues
- Taj Mahal - armonica, arrangiamenti, voce
- Jessie Edwin Davis - chitarra solista
- Ry Cooder - chitarra ritmica
- James Thomas - basso
- Sanford Konikoff - batteria

Checkin' Up on My Baby
- Taj Mahal - armonica, voce (non accreditato)
- Jessie Edwin Davis - pianoforte, chitarra solista
- sconosciuto - chitarra ritmica (non accreditato)
- sconosciuto - basso (non accreditato)
- sconosciuto - batteria (non accreditato)

Everybody's Got to Change Sometime
- Taj Mahal - armonica, voce
- Jessie Edwin Davis - chitarra solista
- Ry Cooder - chitarra ritmica
- James Thomas - basso
- Sanford Konikoff - batteria

E Z Rider
- Taj Mahal - armonica, voce, arrangiamenti
- Jessie Edwin Davis - chitarra solista
- Ry Cooder - chitarra ritmica
- James Thomas - basso
- Sanford Konikoff - batteria

Dust My Broom
- Taj Mahal - armonica, voce
- Jessie Edwin Davis - chitarra solista, pianoforte
- Bill Boatman - chitarra ritmica
- Gary Gilmore - basso
- Charles Blackwell - batteria

Diving Duck Blues
- Taj Mahal - voce (non accreditato)
- Jessie Edwin Davis - chitarra solista
- Bill Boatman - chitarra ritmica
- Gary Gilmore - basso
- Charles Blackwell - batteria

The Celebrated Walkin' Blues
- Taj Mahal - chitarra slide, armonica, voce, arrangiamenti
- Ry Cooder - Mandolino